# Aeronca C-2
O Aeronca C-2 é um monoplano leve (mais propriamente um ultraleve) projetado por Jean A. Roché e construído nos Estados Unidos pela Aeronca Aircraft. O Aeronca C-2 foi um projeto simples e barato voltado para o piloto amador; surgido durante a Depressão, é tido como o desencadeador do "boom" americano de aeronaves leves. O primeiro voo foi em 20 de outubro de 1929 e seu formato incomum gerou o apelido de "banheira voadora".

## Desenvolvimento

### Monoplano Roche
Jean A. Roché, francês de nascimento, era um engenheiro do Exército dos EUA trabalhando no "McCook Field" em Dayton, Ohio. Roche desenvolveu uma aeronave com "estabilidade automática" e obteve para isso a patente norte-americana nº 1.085.461. Roche publicou suas idéias de engenharia para a aeronave nas revistas "Aerial Age Weekly" e "Slipstream Monthly". O protótipo foi iniciado em Dayton Ohio em 1923 com a ajuda dos colegas John Dohse and Harold Morehouse. em setembro de 1925, Dohse efetuou seus primeiros voos.
Dohse e Morehouse deixaram Dayton e seguiram suas vidas, e Roche teve que encontrar uma maneira de produzir seu pequeno avião de sucesso. A aeronave, basicamente um planador motorizado, usava uma fuselagem de tubos de aço soldado de seção transversal triangular, com asas de madeira, era coberta com tecido e usava arame em toda a extensão.

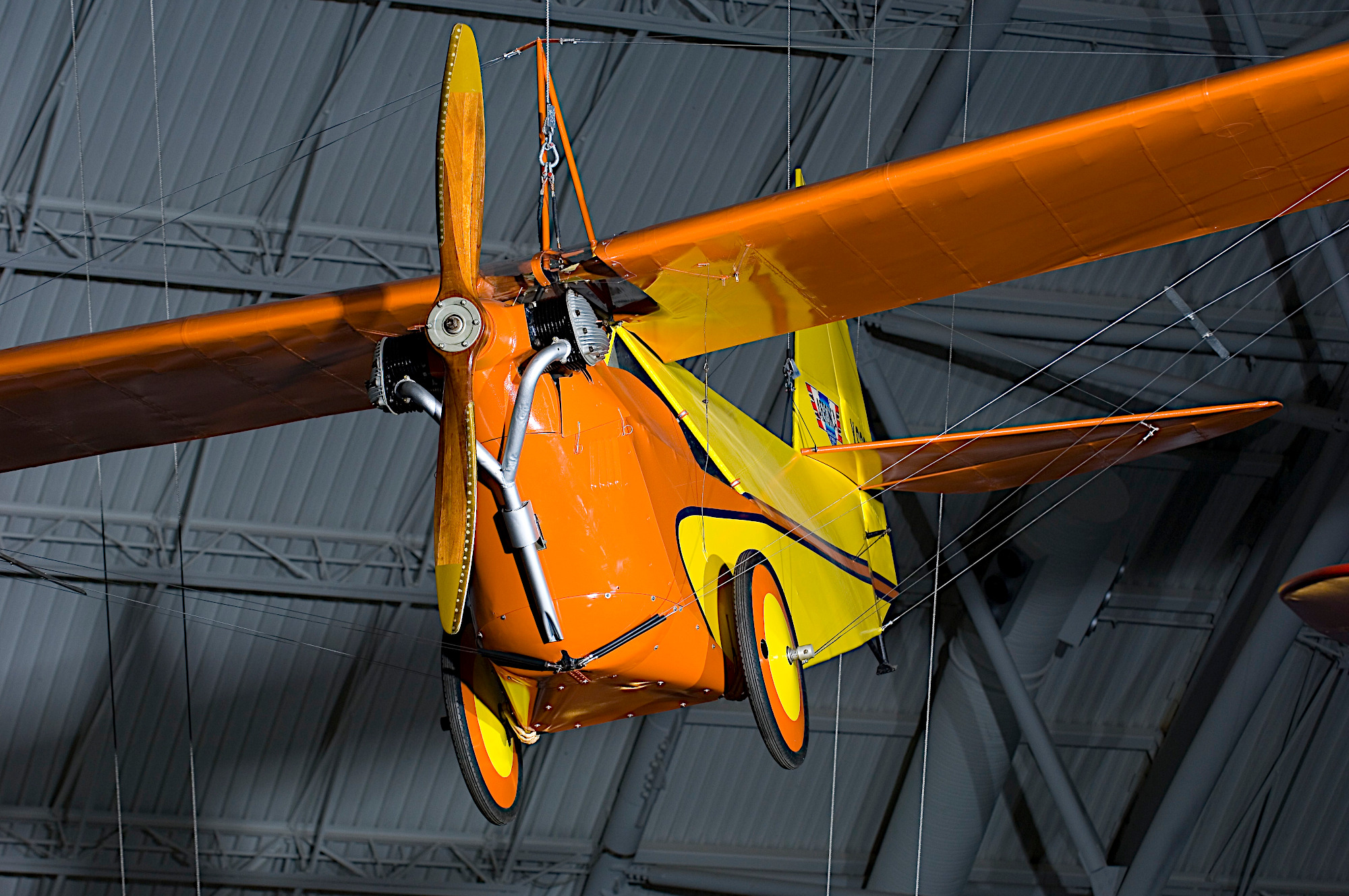
Destaque do motor do Aeronca C-2 original.

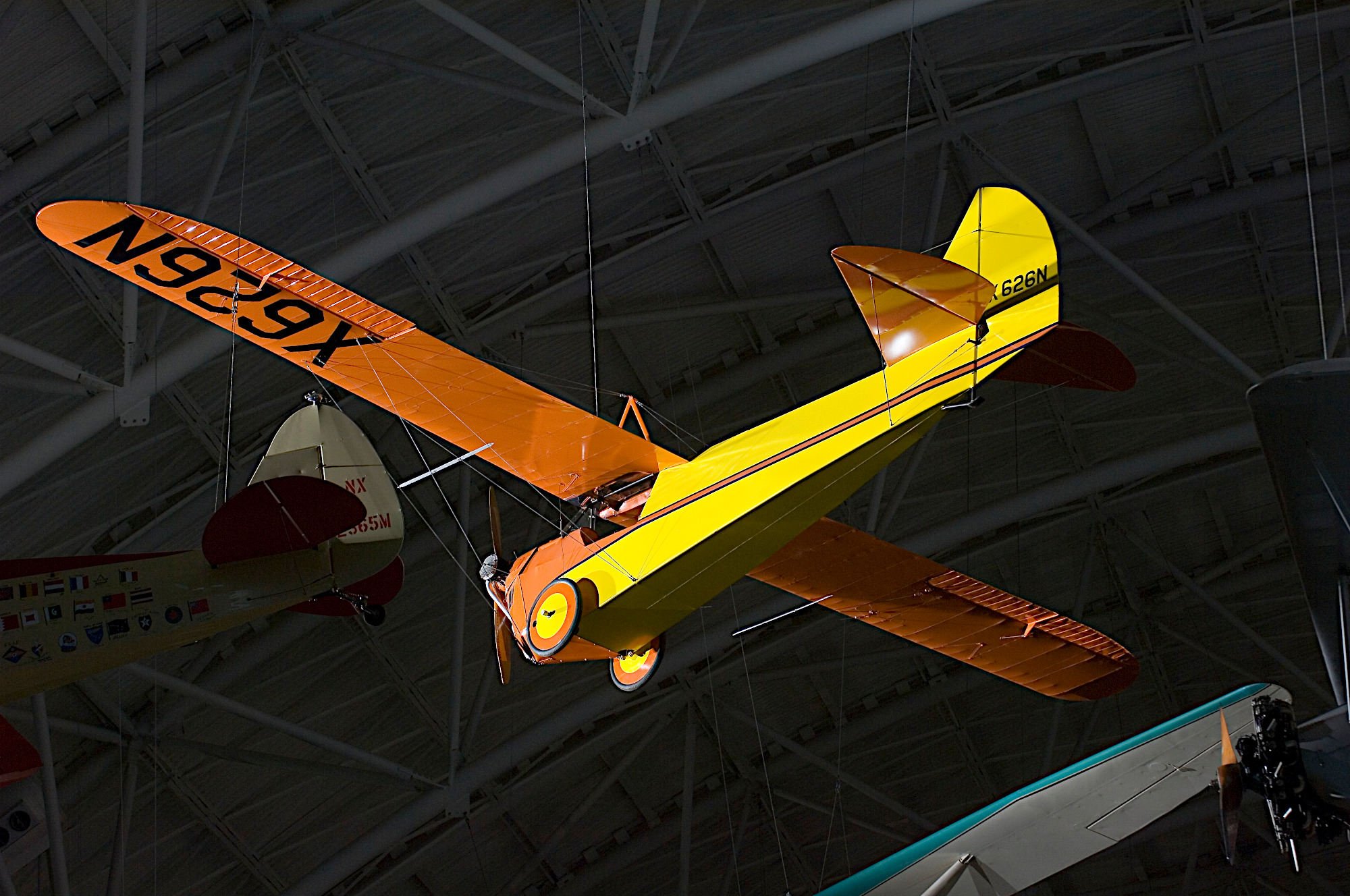
Vista inferior do Aeronca C-2 original,
o "NX626N".

Um motor Henderson (de motocicleta adaptado) foi instalado, mas não conseguiu tirar o avião do chão. Em seguida, um motor personalizado por Morehouse de dois cilindros de 29 HP foi desenvolvido para a aeronave. Em 1 de setembro de 1925, a aeronave foi testada com sucesso. Muitos pilotos, incluindo Jimmy Doolittle, experimentaram a aeronave. A Wright Aeronautical contratou Morehouse e os direitos de seu motor Wright-Morehouse WM-80. Sem motor, eles recorreram a Robert E. Galloway, da "Aeronautical Corporation of America" (AERONCA), para usar o motor Aeronca E-107. Os direitos da aeronave foram vendidos para a Aeronca em 1928 como base para o projeto do "C-2".

### Aeronca C-2
O Aeronca C-2, movido por um minúsculo motor de dois cilindros, fez seu primeiro vôo em outubro de 1929, com sua estreia pública em St. Louis em fevereiro de 1930. Estava voando no seu estado mais básico - o piloto sentou-se em uma placa de madeira compensada nua. O C-2 apresentava um design incomum, quase frívolo, com uma fuselagem aberta que inspirou seu apelido, "The Flying Bathtub" (Também foi apelidado de "Airknocker" e "Razorback"). O design geral do C-2 poderia ter sido inspirado nas experiências iniciais de voo de Jean Roché com uma cópia americana do Demoiselle de Santos-Dumont, que tinha uma seção transversal triangular "básica" semelhante da fuselagem e as rodas do trem de pouso principal com raios de arame contra os lados da fuselagem.
Equipado com apenas quatro instrumentos (altímetro, temperatura do óleo, pressão do óleo e tacômetro), um manche e pedais de leme (freios e aquecedor com custo extra), o C-2 tinha um preço baixo de US $ 1.555 (mais tarde EUA $ 1.245), reduzindo o custo de voo a um nível que um cidadão comum pudesse sustentar. A Aeronca vendeu 164 dos C-2 econômicos no auge da Grande Depressão em 1930-1931, ajudando a estimular o crescimento da aviação privada nos Estados Unidos.
O Aeronca C-2 também possui a distinção de ser a primeira aeronave a ser reabastecida com um automóvel em movimento. Uma lata de gasolina foi entregue de um automóvel Austin em alta velocidade a um piloto de um C-2, (que o enganchou com uma bengala de madeira) durante um show aéreo em 1930 na Califórnia. Uma versão de hidroavião do C-2 também foi oferecida, designada "PC-2" e "PC-3" ("P" para "pontoon") com flutuadores substituindo o trem de pouso com rodas.
Um único Aeronca C-2 foi convertido em planador por H.J. Parham na Inglaterra após uma falha do motor durante o vôo e um pouso forçado. O nariz foi limpo após a remoção do motor. Ele voou pela primeira vez como um planador em 15 de maio de 1937 e foi para o "Dorset Glider Club", mas foi destruído no hangar do clube durante uma tempestade em novembro de 1938.

## Variantes

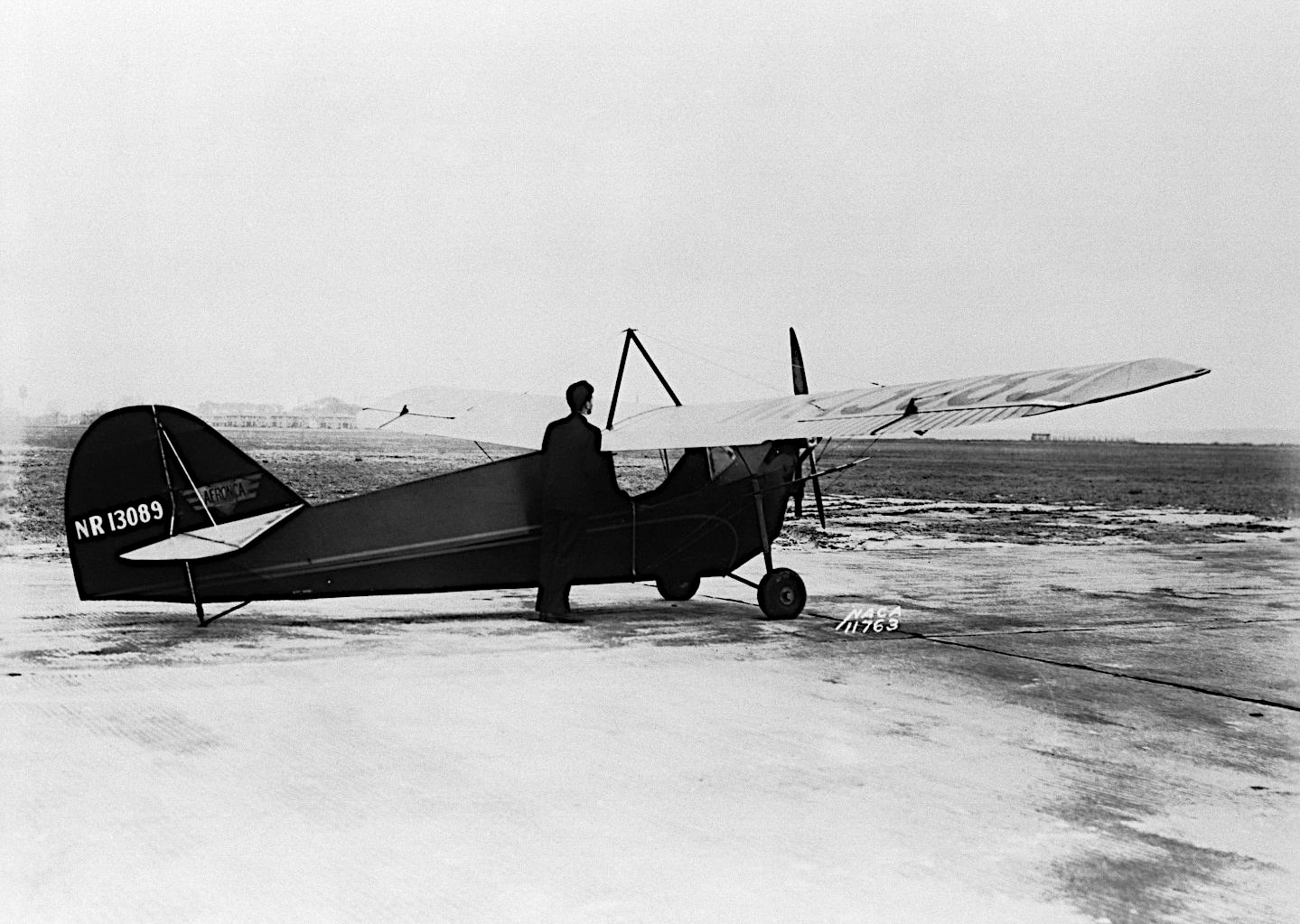
Um Aeronca C-2N Scout De luxe em Langley.

Aeronca C-2Aeronave esportiva leve de assento único, movida por um motor de pistão Aeronca E-107A de 26 hp (19 kW).
Aeronca C-2 DeluxeVersão aprimorada, com fuselagem mais larga e várias melhorias de design.
Aeronca C-2N Scoutaeronave esportiva de luxo, movida por um motor de pistão Aeronca E-112 ou E-133A de 36 hp (27 kW). Quatro construídos.
Aeronca PC-2Versão para hidroavião do C-2.
Aeronca PC-2 Deluxeversão em hidroavião do C-2 Deluxe.

## Exemplares remanescentes
Canadá

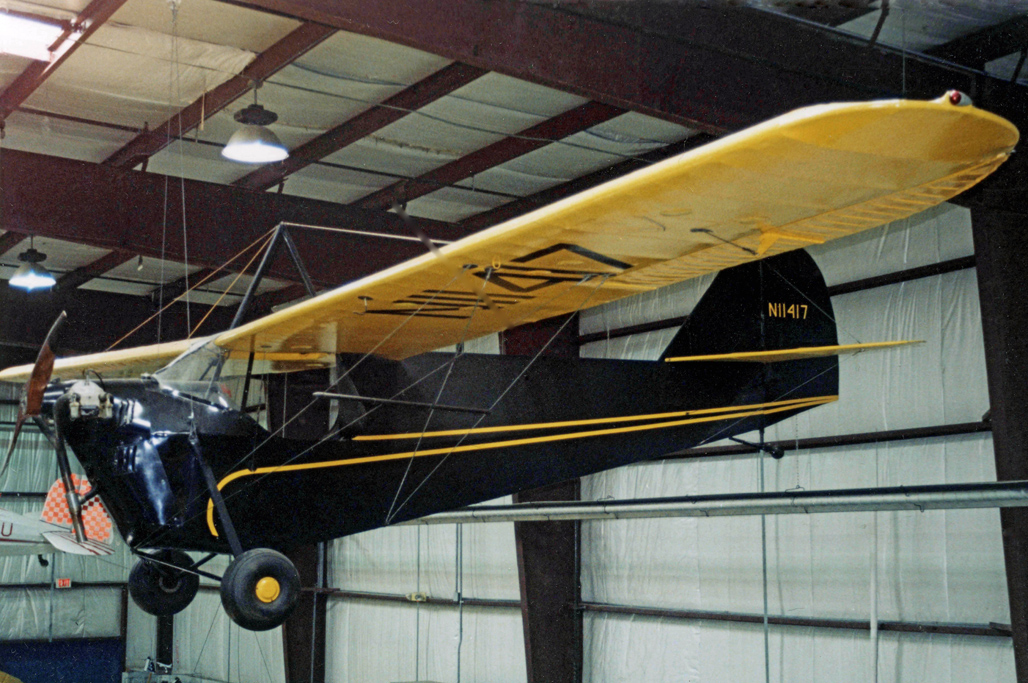
Um Aeronca C-2N em exibição
no "Virginia Aviation Museum".

- A-9 - C-2 em exibição estática no Museu de Aviação e Espaço do Canadá em Ottawa, Ontário.[9][10][11]

Estados Unidos
- 2 - C-2 em exibição estática no Udvar-Hazy Center do National Air and Space Museum em Chantilly, Virginia. É o primeiro protótipo do Aeronca C-2 e leva o registro NX626N. Foi doado ao museu em 1948 pela Aeronca e restaurado em 1976.[12][13]
- 27 - C-2 em condições de aeronavegabilidade no Yanks Air Museum em Chino, Califórnia.[14][15]
- 67 - C-2 em exibição estática no Ohio History Center em Columbus, Ohio.[16]
- A-106 - Aeronavegável C-2N de propriedade de Craig MacVeigh de Seattle, Washington.[17][18]
- A-151 - C-2N está em exibição no Shannon Air Museum em Fredericksburg, Virginia.[19][20][21]
- A-253 - C-2N em exibição estática no EAA AirVenture Museum em Oshkosh, Wisconsin. Esta aeronave em particular estabeleceu sete recordes, cinco dos quais foram para hidroaviões.[8][22]
- 301-23 - C-2 em exibição estática no Museum of Flight em Seattle, Washington.[23]

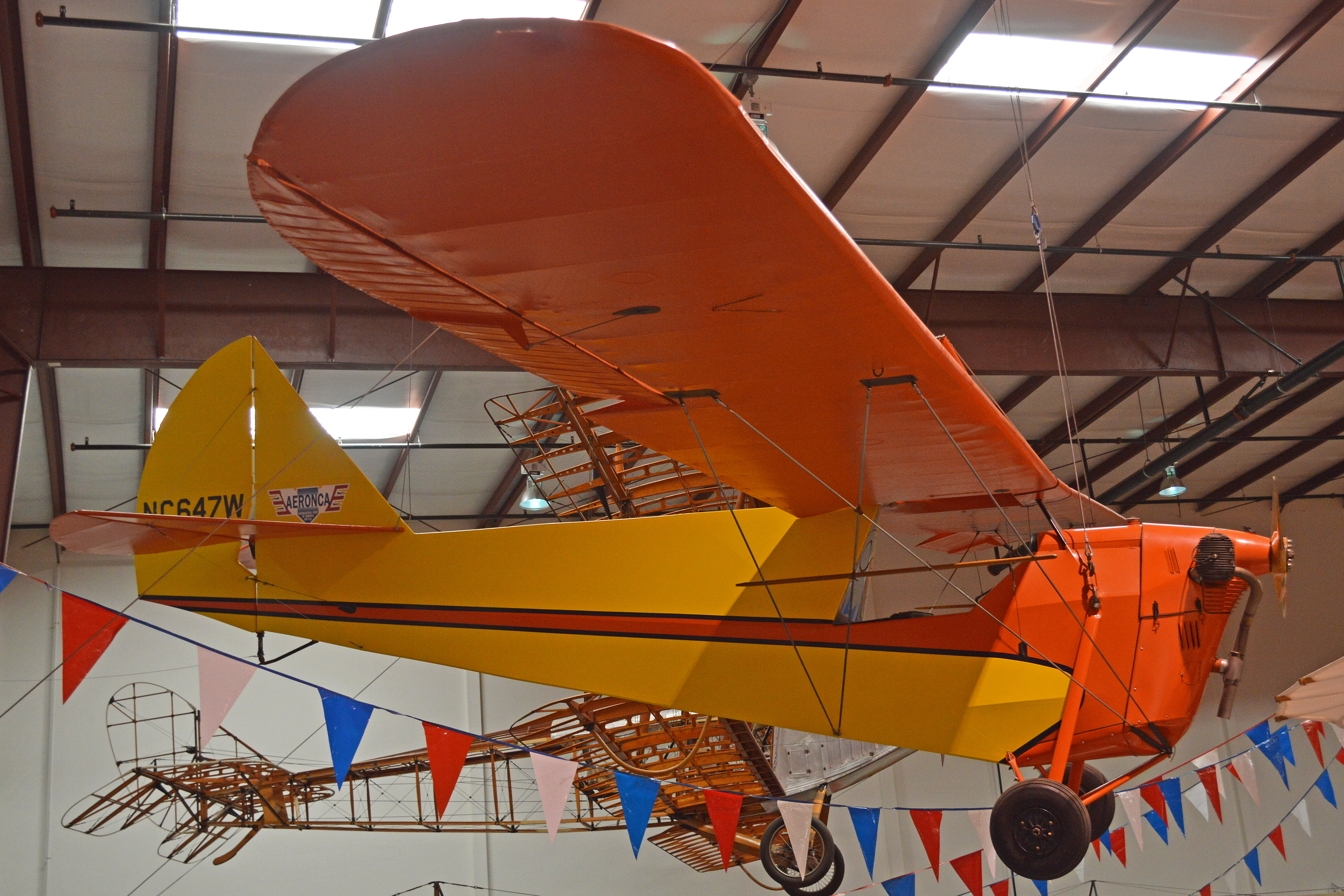
O Aeronca C-2, "NC647W".

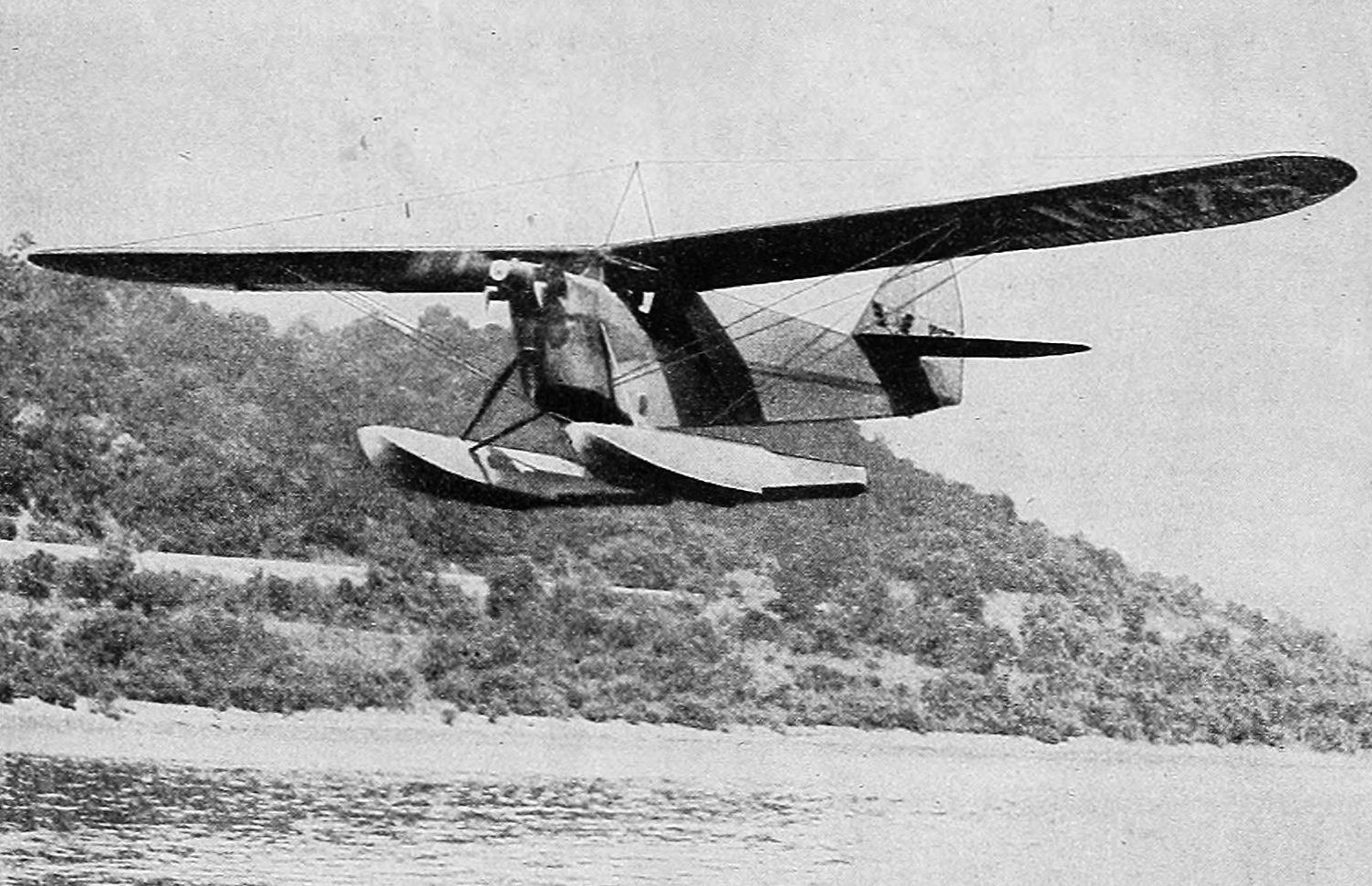
Um Aeronca C-2 com flutuadores.

## Especificações (C-2)
Dados de: Aeronca C-2: The Story of the Flying Bathtub
Descrições gerais
- Tripulação: 1 piloto
- Comprimento: 6,10 m (20 ft)
- Envergadura: 10,98 m (36 ft)
- Altura: 2,28 m (7,5 ft)
- Área alar: 13,2 m² (142 ft²)
- Peso vazio: 184 kg (406 lb)

Motorização
- Número de motores: 1x
- Tipo do motor: Aeronca E-107 de dois cilindros horizontais e opostos,
de válvulas laterais de 26 hp (19,4 kW) a 30 hp (22,4 kW)

Performance
- Velocidade máxima: 128 km/h (79,5 mph)
- Velocidade de cruzeiro (km/h): 104 km/h (64,6 mph)
- Velocidade total em Nó: 50 kn (92,6 km/h)
- Alcance: 384 km (239 mi)
- Tecto de serviço: 5 032 m (16 500 ft)
- Carga alar: 24 kg/m²